# Scilla mischtschenkoana
Scilla mischtschenkoana là một loài thực vật có hoa trong họ Măng tây. Loài này được Grossh. miêu tả khoa học đầu tiên năm 1926.

## Hình ảnh

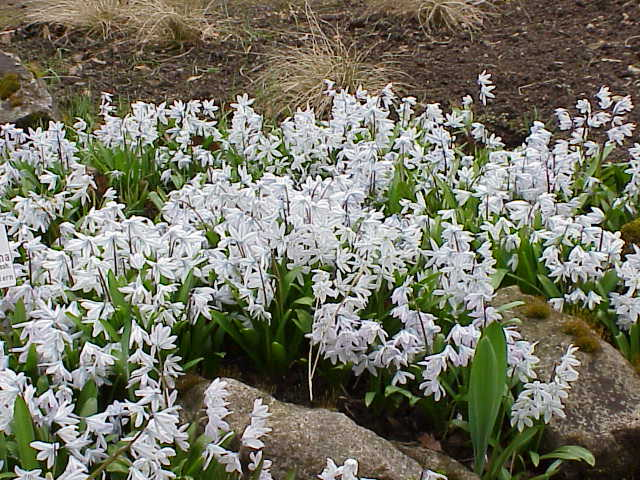
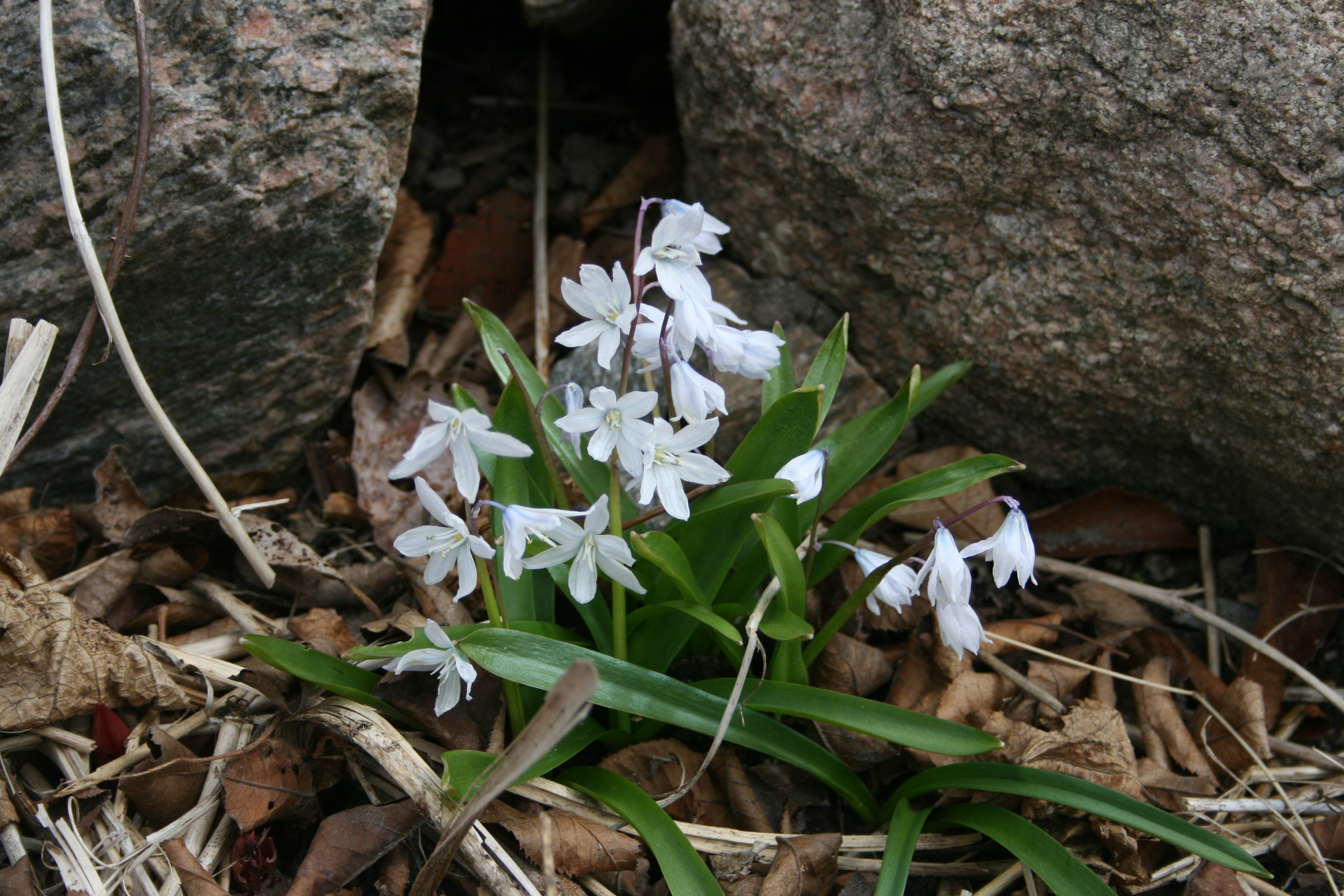
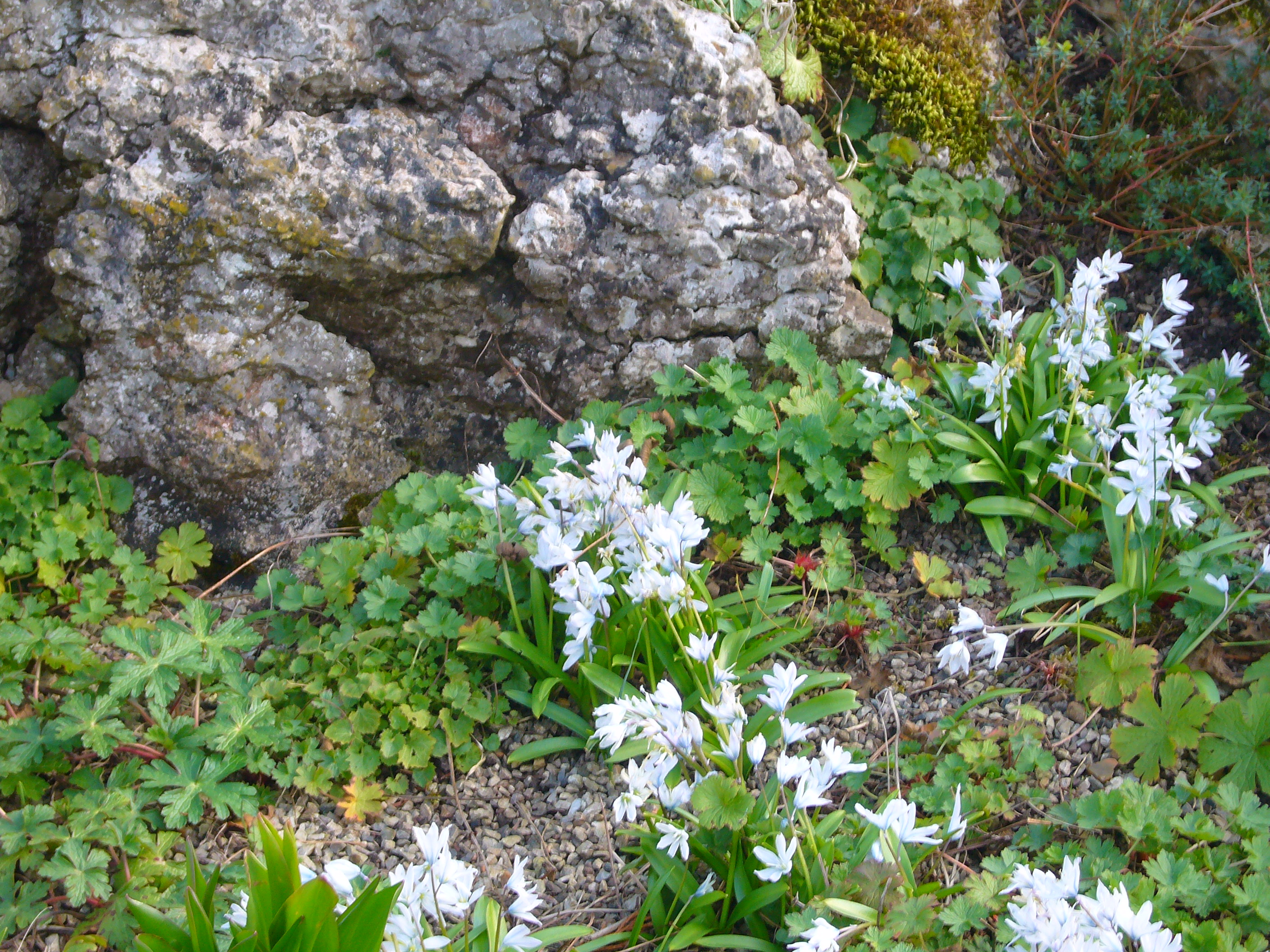
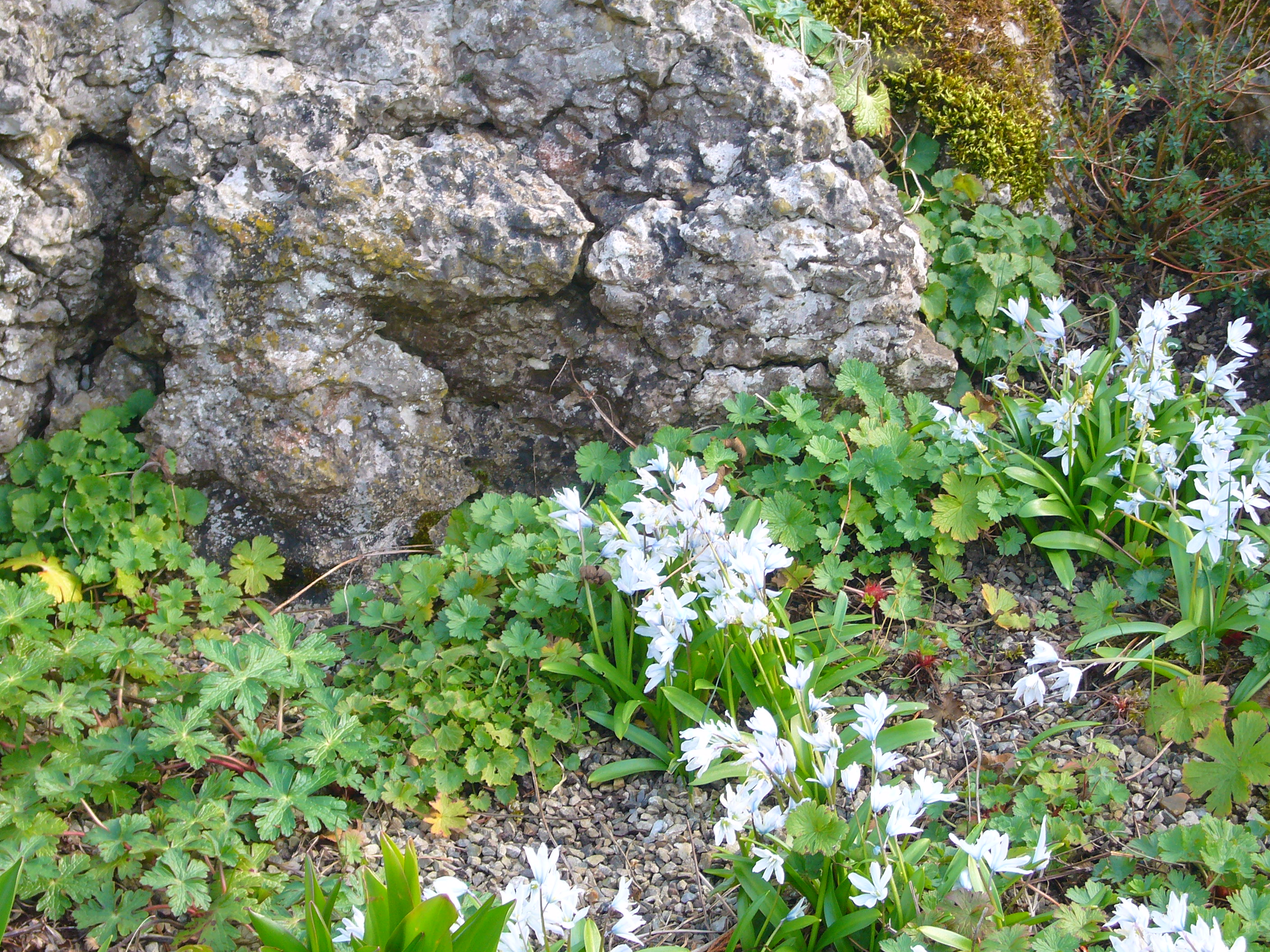